# Lode Bonten
Lode Bonten (Merksem, 22 september 1906 – Schoten, 5 januari 1975) was een Vlaams-Nationale dienstweigeraar.

## Dienstweigering
Als Vlaams-nationalist weigerde hij dienst te nemen in het Belgische leger met als reden dat hij weigerde bevelen in het Frans op te volgen. Bonten werd om medische redenen ongeschikt verklaard voor de militaire dienst en naar huis gestuurd. Desondanks werd hij als eerste Vlaams-nationale dienstweigeraar beschouwd.